# Amtshauptmannschaft Annaberg
Die Amtshauptmannschaft Annaberg war ein Verwaltungsbezirk im Königreich Sachsen und im späteren Freistaat Sachsen. Ihr Gebiet gehört heute größtenteils zum Erzgebirgskreis in Sachsen. Von 1939 bis 1952 hieß der Verwaltungsbezirk Landkreis Annaberg.

## Geschichte
Im Rahmen der administrativen Neugliederung des Königreichs Sachsens wurden 1835 die vier Kreisdirektionen Dresden, Bautzen, Zwickau und Leipzig eingerichtet. Die Kreisdirektion Zwickau war seit 1838 in vier Amtshauptmannschaften untergliedert, darunter die III. Amtshauptmannschaft, die einen großen Teil des Erzgebirges umfasste und ihren Sitz in Forchheim hatte.
Mit Wirkung vom 15. Oktober 1874 wurden im Königreich Sachsen im Rahmen einer umfassenden Verwaltungsreform neue Kreishauptmannschaften und Amtshauptmannschaften eingerichtet. Aus den Gerichtsamtsbezirken Annaberg, Ehrenfriedersdorf, Jöhstadt, Oberwiesenthal und Scheibenberg wurde die  Amtshauptmannschaft Annaberg gebildet. Die sächsischen Amtshauptmannschaften waren hinsichtlich ihrer Funktion und Größe vergleichbar mit einem Landkreis.
Am 1. Oktober 1900 wurde aus dem östlichen Teil der Kreishauptmannschaft Zwickau als fünfte sächsische Kreishauptmannschaft die Kreishauptmannschaft Chemnitz gebildet, zu der fortan auch die Amtshauptmannschaft Annaberg gehörte. 1939 wurde die Amtshauptmannschaft Annaberg in Landkreis Annaberg umbenannt, der bis zur Gebietsreform von 1952 in der DDR fortbestand und dann auf die neuen Kreise Annaberg und Zschopau im Bezirk Karl-Marx-Stadt aufgeteilt wurde.

## Amtshauptleute und Landräte
- 1860–1874  – Georg Curt von Einsiedel
- 1874–1876  – Friedrich Oskar Litzkendorf
- 1876–1884  – Friedrich Alexander von Bernewitz
- 1884–1890  – Eduard Wilhelm Alfred von Mayer
- 1890–1893  – Wilhelm Otto Kunze
- 1893–1897  – Curt Ludwig Franz von Burgsdorff
- 1897–1900  – Erich Friedrich Albert Georg Heink
- 1901–1906  – Christoph Johann Friedrich Vitzthum von Eckstädt
- 1906–1909  – Kurt Robert Alfred von Welck
- 1909–1918  – Max Weißwange
- 1919–1921  – Fidejustus Walther
- 1925–1926  – Friedrich Oskar Schulze
- 1926–1928  – Ernst Venus
- 1928–1945  – Ado von Wirsing

## Einwohnerentwicklung
| Jahr      | 1849 | 1871 | 1890   | 1900    | 1910    | 1925    | 1939    |
| --------- | ---- | ---- | ------ | ------- | ------- | ------- | ------- |
| Einwohner |      |      | 99.164 | 104.709 | 111.309 | 110.804 | 114.495 |

## Gemeinden

### 1910
Der Amtshauptmannschaft gehörten 1910 40 Kommunen, darunter 10 Städte und 30 Gemeinden, an. Einzelne selbständige Gutsbezirke waren gesondert aufgeführt, sind aber in den Einwohnerzahlen der umliegenden Gemeinden aufgeführt.
| Stadt                        | Stadt                 | Einwohnerzahl | Gemeinde                         | Gemeinde          | Einwohnerzahl | selbständiger Gutsbezirk (1. Dez. 1910) | Einwohnerzahl |
| ---------------------------- | --------------------- | ------------- | -------------------------------- | ----------------- | ------------- | --------------------------------------- | ------------- |
| AMTSHAUPTMANNSCHAFT: 111.309 |                       |               |                                  |                   |               | selbständiger Gutsbezirk (1. Dez. 1910) | Einwohnerzahl |
| Städte                       | Städte                | 55.718        | Gemeinden                        | Gemeinden         | 55.591        | selbständiger Gutsbezirk (1. Dez. 1910) | Einwohnerzahl |
| 1                            | Annaberg              | 17.028        | 4                                | Gelenau           | 6.132         | Rittergut Gelenau                       | 221           |
| 2                            | Buchholz              | 9.679         | 6                                | Crottendorf       | 5.050         | Rittergut Wiesa                         | 54            |
| 3                            | Geyer                 | 6.451         | 7                                | Bärenstein        | 4.394         | Rittergut Schönfeld                     | 15            |
| 5                            | Ehrenfriedersdorf     | 5.676         | 10                               | Sehma             | 3.161         | Rittergut Tannenberg                    | 14            |
| 8                            | Thum                  | 4.302         | 11                               | Wiesa             | 2.946         | Staatsforstrevier Crottendorf           | 9             |
| 9                            | Schlettau             | 3.527         | 12                               | Königswalde       | 2.836         | Staatsforstrevier Unterwiesenthal       | 9             |
| 14                           | Scheibenberg          | 2.633         | 13                               | Neudorf           | 2.779         | Rittergut Neundorf                      | 8             |
| 16                           | Elterlein             | 2.481         | 15                               | Mildenau          | 2.624         | Staatsforstrevier Steinbach             | 6             |
| 19                           | Jöhstadt              | 2.212         | 17                               | Cranzahl          | 2.435         | Staatsforstrevier Neudorf               | 4             |
| 23                           | Oberwiesenthal        | 1.729         | 18                               | Jahnsbach         | 2.376         | Forstrevier Annaberger Ratswald         | 3             |
|                              |                       |               | 20                               | Kleinrückerswalde | 1.901         | Staatsforstrevier Elterlein             | 0             |
| 21                           | Frohnau               | 1.799         | Staatsforstrevier Jöhstadt       |                   |               |                                         | 0             |
| 22                           | Herold                | 1.738         | Staatsforstrevier Oberwiesenthal |                   |               |                                         | 0             |
| 24                           | Tannenberg            | 1.624         | Staatsforstrevier Thum           |                   |               |                                         | 0             |
| 25                           | Cunersdorf            | 1.456         |                                  |                   |               |                                         |               |
| 26                           | Arnsfeld              | 1.448         |                                  |                   |               |                                         |               |
| 27                           | Geyersdorf            | 1.448         |                                  |                   |               |                                         |               |
| 28                           | Hermannsdorf          | 1.297         |                                  |                   |               |                                         |               |
| 29                           | Neundorf              | 1.155         |                                  |                   |               |                                         |               |
| 30                           | Grumbach              | 1.131         |                                  |                   |               |                                         |               |
| 31                           | Steinbach             | 1.050         |                                  |                   |               |                                         |               |
| 32                           | Hammerunterwiesenthal | 916           |                                  |                   |               |                                         |               |
| 33                           | Walthersdorf          | 837           |                                  |                   |               |                                         |               |
| 34                           | Schönfeld             | 742           |                                  |                   |               |                                         |               |
| 35                           | Unterwiesenthal       | 637           |                                  |                   |               |                                         |               |
| 36                           | Dörfel                | 513           |                                  |                   |               |                                         |               |
| 37                           | Schwarzbach           | 449           |                                  |                   |               |                                         |               |
| 38                           | Schmalzgrube          | 275           |                                  |                   |               |                                         |               |
| 39                           | Oberscheibe           | 267           |                                  |                   |               |                                         |               |
| 40                           | Oberschmiedeberg      | 175           |                                  |                   |               |                                         |               |

### 1939
Gemeinden der Amtshauptmannschaft Annaberg mit mehr als 2.000 Einwohnern (Stand 1939):
| Gemeinde       | Einwohner | Gemeinde          | Einwohner |
| -------------- | --------- | ----------------- | --------- |
| Annaberg       | 19.266    | Bärenstein        | 4.158     |
| Buchholz       | 8.959     | Cranzahl          | 2.401     |
| Crottendorf    | 5.623     | Ehrenfriedersdorf | 6.046     |
| Elterlein      | 2.615     | Gelenau           | 7.269     |
| Geyer          | 6.451     | Jahnsbach         | 2.280     |
| Jöhstadt       | 2.406     | Königswalde       | 2.789     |
| Mildenau       | 2.848     | Neudorf           | 3.126     |
| Oberwiesenthal | 2.446     | Scheibenberg      | 2.738     |
| Schlettau      | 3.261     | Sehma             | 3.811     |
| Thum           | 4.392     | Wiesa             | 3.018     |